# Busenhausen
Busenhausen é um município localizada no distrito de Altenkirchen, na associação municipal de Verbandsgemeinde Altenkirchen, no estado da Renânia-Palatinado.

## População
| - 1815 – 120 - 1835 – 131 - 1871 – 183 - 1905 – 284 - 1939 – 292 - 1950 – 321 | - 1961 – 289 - 1965 – 301 - 1970 – 302 - 1975 – 301 - 1980 – 321 - 1985 – 308 | - 1987 – 315 - 1990 – 307 - 1995 – 346 - 2000 – 367 - 2005 – 361 |